# 東京マイスタージンガー
東京マイスタージンガーは日本のコーラス・グループである。
元々は「歌のメリーゴーラウンド」という番組のために結成された合唱グループである。番組が放送された1964年から番組終了の1968年までレギュラー出演しその後解散するが2008年5月4日放送の「アニメ主題歌大全集」に出演し、約40年ぶりに再結成された。初期メンバーは一緒に参加していたボーカル・ショップのメンバーを含めて12人である。

## メンバー

### トップテナー
- 板橋勝
- 伊津野修（ボーカル・ショップ）
- 三林輝夫

### リードテナー
- 及川慎
- 大島隆夫
- 渡辺長雄（ボーカル・ショップ）

### バリトン
- 宍倉正信
- 高沢良明（ボーカル・ショップ）
- 松尾篤興

### バス
- 柴田昭司（ボーカル・ショップ）
- 世良明芳
- 外山浩爾

## 主な曲（あるいはコーラスとして参加した楽曲）

### アニメ・特撮
- サイボーグ009（『サイボーグ009』OP）
- キャプテンウルトラ（『キャプテンウルトラ』OP1）
- 宇宙マーチ（『キャプテンウルトラ』OP2）
- ウルトラ警備隊の歌（『ウルトラセブン』挿入歌）
- ジャイアントロボ（『ジャイアントロボ』OP）
- ジャイアントロボ・ソング（『ジャイアントロボ』挿入歌）

### カバー
- マッハ・ゴー・ゴー（『マッハGoGoGo』OP）
- 佐武と市（『佐武と市捕物控』OP）